# 俄罗斯总检察长
俄罗斯总检察长（俄语：Генеральный Прокурор Российской Федерации）是俄罗斯联邦总检察长办公室 (Генеральная прокуратура Российской Федерации)的負責人。他主要代表政府在法庭上起訴嫌疑人。
总检察长由俄罗斯总统提名并由俄罗斯联邦委员会批准。如果被提名人未獲得通過，总统必须在30天内提名另一位候选人。总检察长的任期为五年。总检察长如果在任期届满前提前辞职，须经俄罗斯联邦委员会和总统批准。